# Nitromethan
Nitromethan, là một hợp chất hữu cơ có công thức hóa học {\displaystyle {\ce {CH3NO2}}}. Nó là hợp chất nitro hữu cơ đơn giản nhất. Nó là một chất lỏng phân cực thường được sử dụng làm dung môi trong nhiều ứng dụng công nghiệp như chiết xuất, làm môi trường phản ứng và làm dung môi tẩy rửa. Là một chất trung gian trong tổng hợp hữu cơ, nó được sử dụng rộng rãi trong sản xuất dược phẩm, thuốc trừ sâu, chất nổ, sợi và chất phủ. Nitromethan được sử dụng làm chất phụ gia nhiên liệu trong các môn thể thao và sở thích đua xe khác nhau, ví dụ: Đua xe kéo nhiên liệu hàng đầu và động cơ đốt trong thu nhỏ trong điều khiển vô tuyến, dây điều khiển và máy bay mô hình bay tự do.

## Điều chế
Nitromethane được sản xuất trong công nghiệp bằng cách kết hợp propane và acid nitric ở dạng khí tại 350 - 450 °C. Phản ứng tỏa nhiệt này tổng hợp được bốn sản phẩm nitroalkane quan trọng trong công nghiệp là:  nitromethane, nitroethane, 1-nitropropane và 2-nitropropane. Phản ứng trên bao gồm sự tham gia của các gốc tự do, bao gồm các gốc alkoxyl (R-O-) thuộc loại CH3CH2CH2O, được phát sinh thông qua sự đồng ly của các ester nitrit tuơng ứng. Những gốc  alkoxyl tự do này dễ chịu tác động của phản ứng bẻ gãy liên kết C—C, giải thích cho sự tạo thành của hỗn hợp nhiều sản phẩm.

#### Trong phòng thí nghiệm
Nitromethane cũng có thể được điều chế bằng nhiều cách khác. Phản ứng của natri chloroacetat cùng với natri nitrit trong dung dịch tạo ra hợp chất này, cùng với natri clorua và natri bicarbonat:
ClCH2COONa + NaNO2 + H2O → CH3NO2 + NaCl + NaHCO3

## Sử dụng
Công dụng chính của nitromethane là một thuốc thử tiền chất. Một dẫn xuất chính của chất này chính là chloropicrin (CCl3NO2) là một loại thuốc trừ sâu được sử dụng rộng rãi. Nó ngưng tụ với formaldehyde (phản ứng Henry) tạo ra tris(hydroxymethyl)aminomethane.

#### Dung môi và chất ổn định
Ứng dụng quan trọng của nitromethane là chất ổn định trong dung môi chứa clo. Là một dung môi hữu cơ, nitromethane có sự kết hợp của tính chất bất thường: Phân cực, nhưng không chứa proton acid (aprotic) và hơi có tính base. Những tính chất này khiến nó cực kì hữu ích trong việc hòa tan các chất có tính ưa electron và mang điện tích dương. Đây là dung môi cho các monomer acrylate, ví dụ như các cyanoacrylate (có trong các loại keo siêu dính).

#### Nhiên liệu
Tuy chỉ chiếm một phần nhỏ, nitromethane còn được dùng như nhiên liệu hay phụ gia nhiên liệu cho các động cơ đốt trong. Trong một vài trường hợp, nó được pha trộn cùng methanol cho xe đua, thuyền bè và các mô hình động cơ.
Nitromethane được sử dụng trong đua xe môtô, cũng như các mô hình thuyền, xe hơi, máy bay và trực thăng được điều khiển bởi các bộ điều khiển radio. Nitromethane trong các trường hợp này thường được gọi là "nhiên liệu nitro" (nitro fuel) hay đơn giản là "nitro".
Thành phần oxygen trong nitromethane khiến cho nó có khả năng cháy trong môi trường ít oxy hơn nhiên liệu thông thường. Trong quá trình cháy, khí NO là sản phẩm chính trong khí thải cùng với CO2 và hơi nước. Khí NO đóng một phần không nhỏ vào ô nhiễm không khí, mưa acid và sự phá huỷ của tầng ozone. Các nghiên cứu năm 2020 cho thấy phương trình hoá học diễn ra trong phản ứng cháy của nitromethane là:
{\displaystyle 4CH_{3}NO_{2}+5O_{2}\longrightarrow 4CO_{2}+6H_{2}O+4NO}
Khối lượng khí cần để đốt cháy 1kg xăng là 14,7 kg, nhưng chỉ cần 1,7 kg không khí là đủ cho 1kg nitromethane. Bởi lượng khí trong mỗi buồng đốt của động cơ là giới hạn, trong mỗi chu kì đốt, động cơ có thể đốt lượng nitromethane lớn gấp 8,6 lần lượng xăng trong mỗi chu kì. Tuy nhiên, nitromethane lại có năng lượng riêng thấp hơn: 11,3 MJ/kg so vói 42-44 MJ/kg của xăng. Phân tích này chỉ ra rằng, nitromethane sản xuất khoảng 2,3 lần lượng năng lượng so với xăng khi kết hợp với cùng một lượng oxygen.
Nitromethane cũng có thể được sử dụng như một nhiên liệu đẩy đơn chất (monopropellant) , tức là một nhiên liệu đẩy tự phân huỷ tạo ra năng lượng mà không cần sự có mặt của oxygen. Nó lần đầu tiên được thí nghiệm vào những năm 1930 bởi Luigi Crocco[#] từ Hiệp hội tên lửa Ý. Có một sự quan tâm mới đến nitromethane như là một sự thay thế an toàn hơn cho hydrazine. Sự phân huỷ của nitromethane được biểu diễn bằng phương trình sau:
{\displaystyle 2CH_{3}NO_{2}\longrightarrow 2CO+2H_{2}O+H_{2}+N_{2}}
Nitromethane có tốc độ cháy tầng (laminar combustion velocity) rơi vào khoảng 0,5 m/s, có phần lớn hơn xăng, khiến nó phù hợp cho động cơ cao tốc. Nó cũng có nhiệt độ ngọn lửa cao hơn vào khoảng 2400°C. Nhiệt hoá hơi 0,56 MJ/kg cùng với dòng chảy nhanh của nhiên liệu cung cấp khả năng làm mát mạnh mẽ cho luồng nhiên liệu tiếp sau (khoảng gấp đôi so với methanol), dẫn đến nhiệt độ khá thấp.
Một lượng nhỏ hydrazine pha trộn vào nitromethane có thể làm tăng năng lượng đầu ra của hỗn hợp. Hydrazine cho vào sẽ phản ứng với nitromethane tạo thành một muối nổ, và nó cũng là một nhiên liệu đẩy đơn chất. Hỗn hợp này không ổn định, gây ra mối nguy hiểm nghiêm trọng về an toàn.
Trong nhiên liệu của mô hình máy bay và xe hơi, thành phần chính thường là methanol và nitromethane (từ 0% đến 65%, nhưng hiếm khí quá 30%) và chất bôi trơn (từ 10 đến 20%, thường là dầu thầu dầu và/hoặc dầu tổng hợp). Ngay cả một lượng nitromethane vừa phải cũng có xu hướng làm tăng công suất do động cơ tạo ra (vì lượng khí vào động cơ thường rất hạn chế), làm động cơ dễ dàng tuỳ chỉnh hơn (tỉ lệ không khí/nhiên liệu).

#### Ứng dụng trước đây
Trước đây, nitromethane được sử dụng trong ngành công nghiệp thuốc nổ, một thành phần trong công thức thuốc nổ hai thành phần với amoni nitrat và trong các chất nổ định hình, và nó được sử dụng như một chất ổn định hóa học để ngăn chặn sự phân hủy của nhiều loại hydrocarbon halogen hóa.

#### Các ứng dụng khác
Nitromethane có thể được sử dụng như một chất nổ, Khi được tạo thành dạng gel bằng các chất gel hoá và một số loại phụ gia (như ethylene diamine), hỗn hợp chất nổ này được gọi là PLX. Các hỗn hợp khác bao gồm ANNM và ANNMAl – hỗn hợp nổ của amoni nitrat, nitromethane và bột nhôm.

## Các phản ứng

#### Tính chất acid-base
Nitromethane là một carbon acid có tính acid tương đối. Nó có pKa là 17.2 trong dung dịch DMSO. Giá trị này cho thấy pKa của nó trong nước là khoảng 11. Hơn nữa, tính acid của nitromethane cũng là do anion cho phép một cấu trúc cộng hưởng ổn định:
Acid này chỉ khử proton chậm. Proton hóa bazơ liên hợp {\displaystyle O_{2}NCH_{2}^{-}}, gần như đẳng lập với nitrat, ban đầu xảy ra ở nguyên tử oxy.

#### Các phản ứng hữu cơ
Trong hoá học hữu cơ, nitromethane được coi là một "viên gạch" chứa một carbon. Tính acid của nó cho phép chất này tham gia phản ứng khử proton, khiến nitromethane có khả năng phản ứng ngưng tụ với những đồng chất thuộc loại carbonyl. Từ đó, qua phản ứng xúc tác base, nitromethane thêm vào các aldehyde ở 1,2-addition trong phản ứng của nitroaldol. Một số sản phẩm quan trọng bao gồm thuốc trừ sâu chloropicrin (Cl3CNO2),  beta-nitrostyrene và tris(hydroxymethyl)nitromethane (HOCH2)3CNO2. Phản ứng khử của tris(hydroxymethyl)nitromethane cho ra sản phẩm tris(hydroxymethyl)aminomethane, (HOCH2)3CNH2, là một chất trung gian phổ biến. Trong các phản ứng hữu cơ chuyên biệt hơn, nitromethane đóng vai trò là một "chất cho Michael", thêm vào các hợp chất  α,β-chưa_bão_hoà carbonyl thông qua quá trình 1,4-addition trong phản ứng Michael.

## Tinh chế
Nitromethane là một dung môi phổ biến trong hoá hữu cơ và hoá học phân tích điện (electroanalytical chemistry). Nó có thể tinh luyện bằng cách làm lạnh về điểm đông đặc của chất này, rồi rửa chất rắn với diethyl ether, theo sau bởi quá trình chưng cất.

## An toàn
Nitromethane có độc tính cấp tính vừa phải. LD50 qua đường miệng ở chuột là 1210±322 mg/kg.
Theo báo cáo của chính phủ Hoa Kỳ, nitromethane "được dự đoán là chất gây ung thư ở người".

#### Tính nổ
Nitromethane không được biết đến là chất nổ mạnh cho đến khi một toa xe chở chất này phát nổ vào ngày 1 tháng 6 năm 1958. Sau nhiều lần thử nghiệm, người ta nhận ra rằng nitromethane là chất nổ mạnh hơn TNT, tuy nhiên TNT có tốc độ nổ và áp suất nổ (brisance) lớn hơn.Cả hai loại thuốc nổ này đều nghèo oxy và có một số lợi ích khi trộn với chất oxy hóa, chẳng hạn như amoni nitrat. Nitromethane tinh khiết là một chất nổ không nhạy cảm, với tốc độ nổ khoảng 6.400 m/s, nhưng những chất ức chế nổ có thể được sử dụng để giảm thiểu các mối nguy hiểm. Vụ nổ toa xe bên trên được suy đoán là do nén đoạn nhiệt, một mối nguy hiểm thường gặp ở tất cả các chất nổ lỏng. Đây là khi các bong bóng khí nhỏ bị nén lại, quá nhiệt với áp suất tăng nhanh. Người ta cho rằng một người vận hành đã đóng nhanh một van tạo ra một đợt tăng áp suất.
Nitromethane được sử dụng như một chất nổ mô hình, cùng với TNT. Nó có một số ưu điểm  so với TNT, cụ thể là mật độ đồng đều và không có các sản phẩm rắn sau khi nổ làm phức tạp việc xác định phương trình trạng thái và các tính toán tiếp theo.
Nitromethane phản ứng với dung dịch natri hydroxit hay methoxit trong alcohol để thu được muối không tan của nitromethane. Sản phẩm này là một chất nổ khá nhạy cảm, có thể chuyển hoá ngược lại thành nitromethane trong môi trường acid và thuỷ phân trong nước tạo thành một chất nổ khác là natri methazonat có màu đỏ nâu:
{\displaystyle 2CH_{3}NO_{2}+NaOH\longrightarrow (HON=CHCH=NO_{2})Na+2H_{2}O}